# Antonio Comi
Antonio Comi, né le 26 juillet 1964 à Seveso (Italie), est un footballeur Italien, qui évoluait au poste de défenseur. Au cours de sa carrière il évolue au Torino, à l'AS Rome et à Côme.

## Biographie

### Carrière
- 1982-1989 :  Torino
- 1989-1994 :  AS Rome
- 1994-1995 :  Côme[1]

## Palmarès

### Avec l'AS Rome
- Finaliste de la Coupe de l'UEFA en 1991
- Vainqueur de la Coupe d'Italie en 1991